# Harpactocrates globifer
Harpactocrates globifer là một loài nhện trong họ Dysderidae.
Loài này thuộc chi Harpactocrates. Harpactocrates globifer được miêu tả năm 1986 bởi Ferrández.